# بريت ديفيس (لاعب كرة قدم أمريكية)
بريت ديفيس (بالإنجليزية: Britt Davis)‏ هو لاعب كرة قدم أمريكية أمريكي، ولد في 23 أبريل 1986 في ملروز بارك في الولايات المتحدة.